# Kara (grupo musical)
KARA (em coreano:  카라; em japonês:  カラ, transl. Kara; estilizado em letras maiúsculas) é um grupo feminino sul-coreano formado pela DSP Media, em 2007. O nome do grupo vem da palavra grega "chara" (em grego:  χαρά, transl.: alegria), que elas interpretam como "doce melodia". O grupo já foi composto por: Gyuri, Seungyeon, Sunghee, Hara, Nicole, Jiyoung e Youngji.
O grupo começou originalmente como um quarteto e fez sua estreia com a canção "Break It'", durante a exibição de uma imagem forte do sexo feminino e um maduro estilo R&B. No entanto, sua estreia não foi tão bem recebida pelo público e foi tanto quanto um fracasso comercial. No ano seguinte, a integrante Kim Sunghee deixou o grupo devido à pressão de seus pais, e assim Goo Hara e Kang Jiyoung foram introduzidas. O grupo foi classificado como o #6 e #5 na Gallup Korea em 2009 e 2010, respectivamente, tornando-se o segundo melhor grupo feminino na Coreia em 2010. Elas também foram classificadas em #4 em 13 de Fevereiro de 2012 e 2013 na lista das 40 celebridades mais poderosas da Coreia, pela Forbes.
Em 2014, as integrantes Nicole Jung e Kang Jiyoung deixaram o grupo, por não renovarem seus contratos com a empresa e então, ambas seguiram em caminhos diferentes - com Nicole se preparando para se tornar uma artista solo através de outra empresa e Jiyoung se preparando para se tornar uma atriz novata no Japão.
A integrante Youngji, foi adicionada ao grupo através de um reality show realizado no 1º semestre de 2014, chamado KARA Project, com o intuito dos fãs e do público acompanharem a jornada de 7 trainees da DSP Media, e então decidirem quem seria a melhor opção como nova integrante.
KARA possui uma discografia composta por quatro álbuns de estúdio em coreano, cinco álbuns de estúdio em japonês e outros oito mini álbuns (EPs) também lançados em seu país de origem.
DSP Media anunciou em 15 de janeiro de 2016 que os contratos de Gyuri, Seungyeon e Hara com a empresa expiraram e elas decidiram não renová-los, porém em recente entrevista a líder do Kara revelou que embora as membros estejam em diferentes agências existe a possibilidade de um futuro retorno. Em setembro de 2022, foi anunciado que elas se reuniram e irão lançar um álbum em novembro pela RBW.

## História

### 2007: Estreia,Break IteThe First Blooming
O grupo começou como um quarteto com Park Gyuri, Han Seungyeon, Kim Sunghee e Jung Nicole. O grupo estreou no dia 29 de Março de 2007, com a canção "'Break It'", de seu primeiro álbum de estúdio The First Blooming, através do programa M!Countdown, da Mnet. O álbum também possui as canções "If U Wanna" e "Secret World" como singles. Apesar de que o álbum não foi bem recebido pelo público em geral, as suas promoções terminaram no verão do mesmo ano. 
Em Agosto, o grupo lançou um documentário (também da Mnet) chamado Kara Self-Camera que apresentou o grupo e seus talentos, bem como a relação pessoal que uma tinha com a outra . A sua primeira temporada estreou em 8 de Agosto de 2007, mostrando a vida das integrantes ao longo de 15 episódios, e terminou em 12 de Dezembro de 2007.

### 2008: Nova formação,Rock UePretty Girl
O grupo estava se preparando para retornar em Março de 2008 com o seu segundo álbum de estúdio, no entanto, a integrante Sunghee anunciou que estaria deixando o grupo pela pressão de seus pais de se focar nos estudos. Após o ocorrido, duas novas membros se juntariam ao grupo. As audições foram realizadas na primavera do mesmo ano, e as duas novas integrantes foram finalmente reveladas, sendo Goo Hara e Kang Jiyoung. E desde então, o grupo realizou o seu retorno na indústria musical como um quinteto em 24 de Julho, com Rock U no M!Countdown. O conceito principal da canção apresentava o oposto da imagem original do grupo desde a sua estreia, fazendo com que as garotas mostrassem mais do seu lado delicado e inocente. No mesmo mês, seu primeiro mini álbum intitulado também de Rock U foi lançado. A segunda temporada de Kara Self-Camera foi lançada em 18 de Agosto, e mostrou a forma como o grupo estava se adaptando aos seus dois novos membros. 
No inverno do mesmo ano, as garotas retornaram mais uma vez com a canção e mini álbum Pretty Girl, lançando o seu videoclipe no dia 30 de Novembro, e o seu mini álbum no dia 4 de Dezembro.  embodying a "fun-party" concept.

### 2009:Honey,Revolutione reconhecimento na Coreia

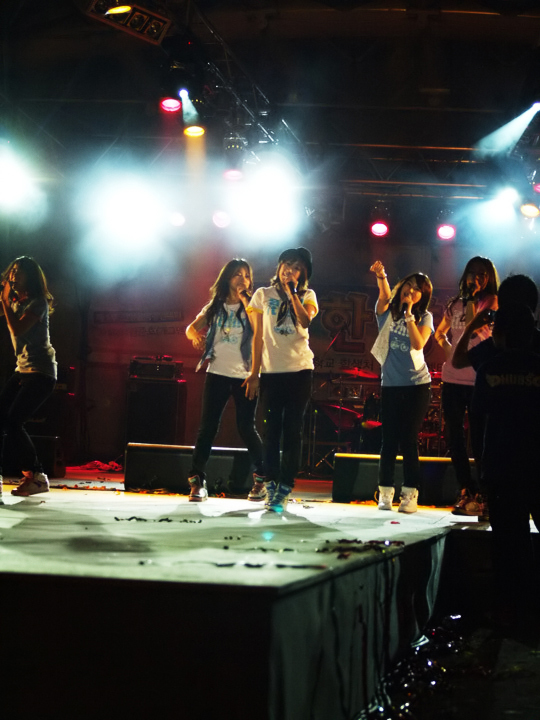
Kara e After School performando no Hanyang University Festival em 2009

No final de Janeiro, a DSP anunciou uma votação no site oficial do grupo para o público decidir qual seria a canção tema de seu retorno. Tendo a votação encerrada no dia 2 de Fevereiro, "Honey" foi a canção vencedora, com 60% dos votos. A canção foi remixada a partir da versão original, e também passou por uma ligeira mudança de nome de 하니 (Ha-ni) para Honey. O grupo lançou o videoclipe da música "Honey" no dia 16 de Fevereiro e teve a sua primeira apresentação ao vivo no dia 13 de Fevereiro, através do programa da KBS, Music Bank. "Honey" tornou-se o primeiro single número um do grupo superando a parada de singles semanal da parada musical Gaon. O grupo ganhou o seu primeiro prêmio em um programa musical no dia 5 de Março, no M!Countdown, mantendo a posição por três semanas não consecutivas. A canção também ganhou o prêmio Mutizen no programa Inkigayo, da SBS e o prêmio de "Melhor Dança" no Mnet Asian Music Awards 2009.
Também no começo do ano, a integrante Nicole foi convidada para ser uma dos apresentadores do programa Star Golden Bell, onde conseguiu ganhar fama e popularidade entre os coreanos durante o ano.
No final de Março, o grupo foi escolhido para a 4ª temporada do Idol Show, da MBC. O grupo então, teve um reality show chamado MTV Meta Friends, que mostrou um grupo de fãs recebendo uma chance de se tornarem amigos das integrantes do grupo. Este programa foi o primeiro desde a sua estreia, em 2007.
Em Junho, o grupo afirmou que faria o seu retorno no próximo mês, com um conceito mais moderno. As imagens teasers do grupo foram lançadas em meados de Julho, mostrando mudanças radicais no seu estilo comparando com o conceito anterior, em "Honey". O seu single "Wanna", foi lançado em 28 de Julho e imediatamente chegou ao topo das paradas de música digital. O videoclipe da música foi lançado em 29 de Julho, com o álbum completo, Revolution, chegando ás lojas no dia 30 de Julho. A primeira apresentação ao vivo de "Wanna" ocorreu no dia 31 de Julho, no Music Bank, junto com a canção "Mister", também disponível no álbum Revolution. "Mister" provou ser popular entre os internautas, e devido à sua fama nacional, a popularidade global do grupo aumentou, evidenciada por um fluxo de propaganda e pedidos de várias empresas; No total, elas tinham mais atividades promocionais em Outubro de 2009 do que haviam tido nos 2 anos anteriores. "Wanna" também se tornou um single #1 para o grupo e ganhou o prêmio Mutizen em 30 de Agosto, no Inkigayo.
Em 25 de Novembro, a Mnet estreou o reality show chamado Kara Bakery, que acompanhou o grupo enquanto elas tentavam planejar e anunciar a sua própria padaria. O show teve um total de 8 episódios e foi transmitido até o início de 2010. Todos os lucros da padaria foram doados para a caridade.
No dia 14 de Dezembro, foi relatado que o grupo realizou um encontro de fãs japoneses, registrando mais de 3 mil fãs, superando a capacidade do local o que resultou em uma segunda showcase.

### 2010:Lupin, estréia no Japão,JumpingeGirl's Talk

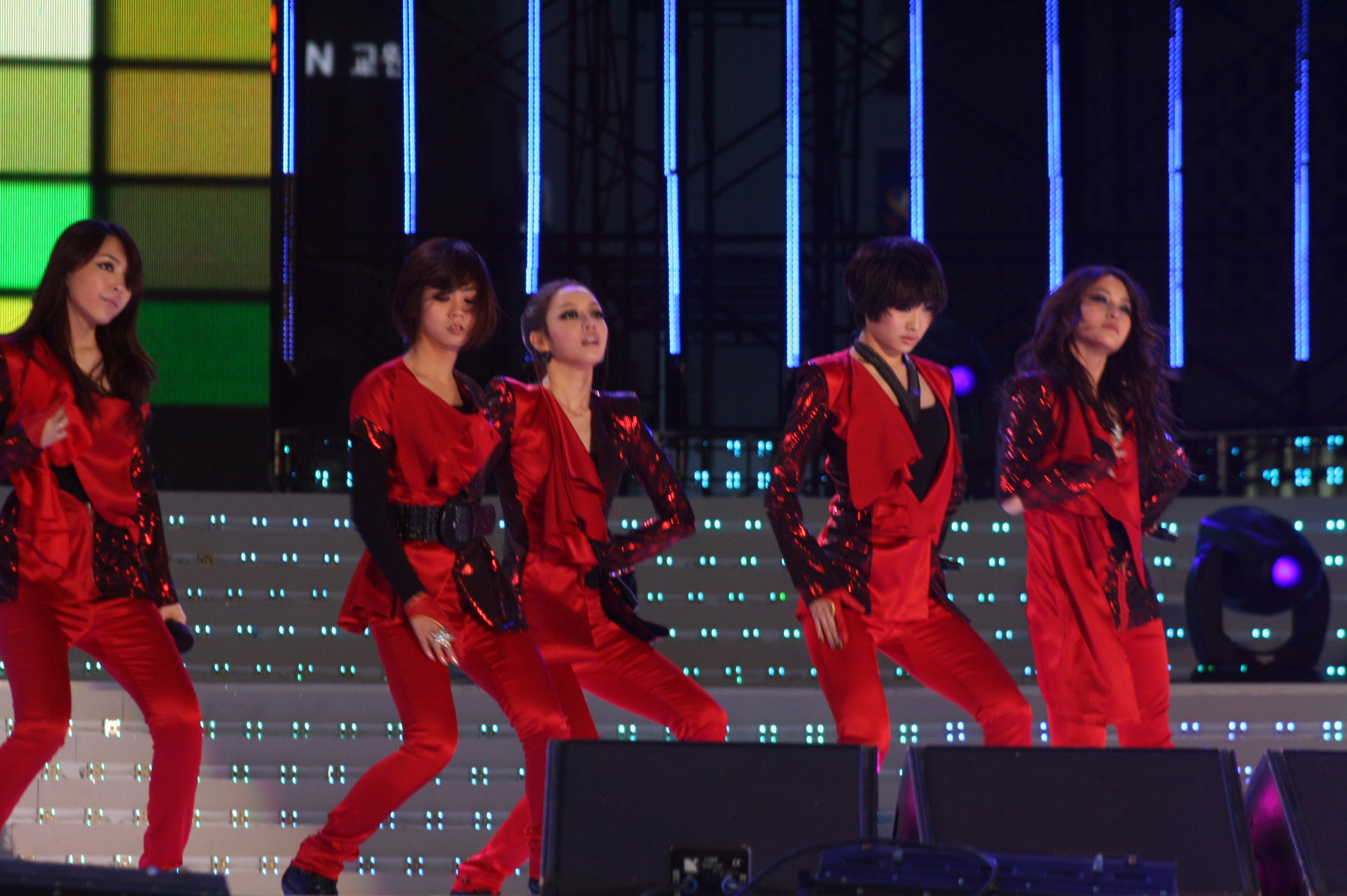
Kara em 2010

Após um breve período de hiatus (pausa nas atividades), a DSP lançou no dia 9 de Fevereiro, fotos teasers do conceito de retorno do grupo. No dia seguinte, a capa do terceiro mini álbum do grupo foi revelada, e com um conceito maduro, sombrio e único, bem como a faixa título, "Lupin", que se tornou #1 em várias paradas de música online logo após o seu lançamento. O vídeo teaser do videoclipe da canção foi lançado no dia 12 de Fevereiro, através do Naver, revelando o lançamento do mini álbum para o dia 17 de Fevereiro. O videoclipe da canção foi lançado em 22 de Fevereiro, acumulando mais de 90 mil visualizações nas primeiras 2 horas, suas atividades promocionais foram iniciadas em 25 de Fevereiro. Em 4 de Março, as garotas ganharam o seu primeiro prêmio número um com "Lupin", no M!Countdown. Na semana seguinte, o grupo ganhou mais um prêmio no M!Countdown, tornando-se a sua segunda vitória consecutiva no programa de música. "Lupin" também deu ao grupo seu primeiro prêmio #1 e uma vitória no Music Bank, em 12 de Março, tornando-se a primeira vitória do grupo neste show de música desde a sua estréia, segurando a posição por três semanas consecutivas. A canção também ganhou o prêmio de Mutizen no Inkigayo, em 14 de Março.
Em seguida, o grupo tornou-se muito ativo no Japão, sendo exibidas em vitrines e eventos de fan-meeting como preparação para a sua estreia oficial japonesa. O grupo foi destaque em uma mensagem de vídeo para um show chamado Arashi no Shukudai-kun, organizado pelo grupo de ídolos japonês Arashi. O grupo, então, realizou um encontro de fãs em 8 de Maio com mais de 8.000 fãs no Grand Prince Hotel, do Japão. Além disso, o grupo tinha um fã-clube japonês reunido com 3.000 fãs em Yokohama Minato Mirai Hall, em 9 de Maio. O grupo mais tarde assinou com a gravadora subsidiária da Universal Music Japan, Universal Sigma.
Em 11 de Agosto, o grupo lançou o seu single de estreia no Japão, a versão japonesa da canção "Mister", sendo classificado em várias paradas musicais e provou ser muito popular no Japão. Após o lançamento, o single superou as expectativas, uma vez que alcançou a posição #5 na sessão diária de Singles da parada musical japonesa Oricon, onde o gráfico registrou suas vendas de estréia de 29.238 cópias. A canção se tornou a música mais baixada de todos os tempos por um artista coreano no Japão, com downloads superior a 2 milhões até Março de 2012.
No dia 29 de Setembro, o grupo lançou o seu primeiro álbum de compilação no Japão, o 「KARA: Best 2007-2010」, uma compilação de suas faixas coreanas. Foi classificado como #2 na parada de Álbuns Diários da Oricon, vendendo 18.223 cópias no primeiro dia de lançamento. Foi anunciado em 3 de Novembro que o álbum recebeu certificado de ouro pela RIAJ, tornando o primeiro álbum de grupo coreano desde a década de 1990 a lançar um álbum todo-coreano que foi capaz quebrar a barreira das 100 mil cópias de vendas no Japão. Ele acabou recebendo também disco de platina com vendas superiores á 250.000 cópias, em 2011.
O grupo anunciou o lançamento de seu novo single, "Jumping", para o dia 10 de Novembro, que foi promovido simultaneamente na Coreia e no Japão. Primeiro foi lançada como a faixa título de seu quarto mini álbum coreano de mesmo nome, "Jumping". O grupo começou o seu ciclo de promoção a partir do programa Show! Music Core, da MBC, no dia 20 de Novembro. Em 10 de Dezembro, o grupo acabou recebendo o seu quarto prêmio #1 de vitória no Music Bank, da KBS, para "Jumping". 2 dias depois de sua vitória no Music Bank, o grupo também ganhou o prêmio Mutizen no 600º episódio do programa Inkigayo. No Japão, a canção rapidamente subiu em muitos gráficos, incluindo downloads digitais e estreou em #5 no Daily Singles Chart (Singles diários), na Oricon. Eventualmente subiu para a posição #2, atrás apenas do Arashi. O single chegou a posição #5 na sessão de Singles semanais da Oricon, totalizando suas vendas de estréia em 54.977.
Seu álbum de estreia japonês, Girl's Talk, foi lançado em 24 de Novembro, contendo algumas versões japonesas de canções lançadas no quarto mini álbum do grupo na semana anterior, e algumas canções originais em japonês. Vendeu 107 mil cópias em sua primeira semana e alcançou a posição #2 na parada de Álbuns semanais da Oricon, tornando este o primeiro álbum de um grupo de garotas não japonesas no Japão em 6 anos e 9 meses à vender mais de 100 mil cópias em sua primeira semana, o álbum foi certificado com dupla platina pela RIAJ em 18 de Novembro de 2011, com vendas superiores a meio milhão no Japão.
Após conquistar uma grande fama no Japão, o grupo foi escolhido como o "Melhor Artista Novato" de acordo com um site popular japonês móvel, Recochoku.
Em 20 de Dezembro de 2010, a Oricon anunciou também o grupo como "Melhor Artista Novato de 2010", gerando uma receita de cerca de 1,3 bilhões de ienes (ou US$15,4 milhões de dólares; um total de 493 mil cópias de seus lançamentos vendidos no ano).

### 2011: Sucesso no Japão, renovação de contratos,StepeSupergirl

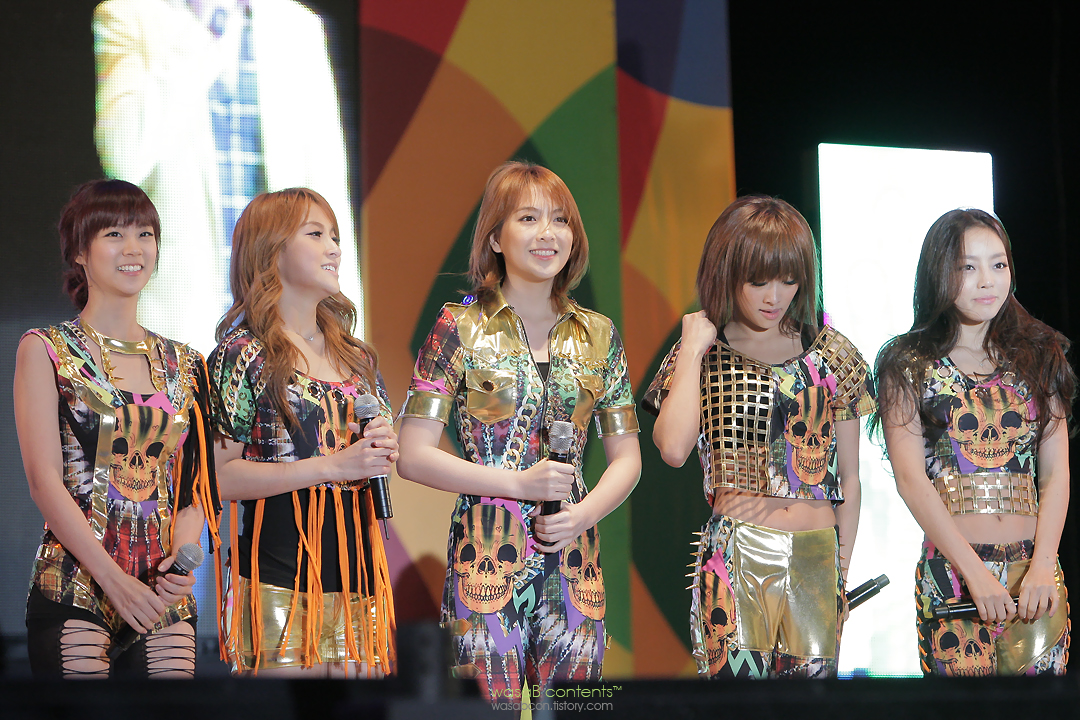
Kara em 2011

Após conquistarem milhares de fãs no Japão em 2010, o grupo confirmou seu retorno no país logo no início de 2011. Em sua página oficial no YouTube, as garotas divulgaram o teaser de "Jet Coaster Love" no dia 9 de Março. A canção seria o primeiro single oficial de seu segundo álbum de estúdio japonês, ainda sem título e data de lançamento divulgados. A canção estava para ser lançada oficialmente no dia 23 de Março, porém devido ao Sismo e tsunami de Tohoku em 2011, seu lançamento foi adiado para o dia 6 de Abril. "Jet Coaster Love" foi o primeiro lançamento do grupo a alcançar a 1ª posição na Oricon, na sessão de Singles diária, ultrapassando a marca de 28,643 cópias vendidas em seu segundo dia. Em sua primeira semana de lançamento, também alcançou a posição #1 na sessão de Singles semanal, vendendo a marca de 122,820 cópias durante a semana, fazendo também com que o single também estreasse na 6ª posição da Billboard Japan Hot 100. Grande parte do lucro que o grupo ganhou com "Jet Coaster Love" foi doado ás instituições de suporte ás vítimas do Sismo e tsunami de Tohoku. Ainda em Abril, o single ganhou 2 certificados da RIAJ, sendo um pelas vendas físicas e o outro pelos downloads para toques de celular.
No dia 25 de Maio, a DSP Media anunciou que o grupo estava preparando o lançamento de seu quarto single japonês, sendo o segundo single oficial do novo álbum de estúdio em japonês, previsto para ser lançado no próximo semestre. No dia 15 de Junho, o teaser para o videoclipe oficial de "Go! Go! Summer", o novo single do grupo, foi lançado. O videoclipe completo foi lançado no dia seguinte através do canal Space Shower TV, e o single foi lançado digitalmente no dia 22 de Junho, disponibilizando suas cópias físicas na semana seguinte. "Go! Go! Summer" foi o segundo single do grupo a ultrapassar a marca de 100.000 cópias de vendas em sua primeira semana de lançamento no Japão. Também foi a primeira canção do grupo a ser nomeada para o Japan Record Awards, para o prêmio de Melhor Música. Na Oricon, conquistou a 2ª posição da sessão de Singles Semanal, e #4 na sessão de Singles Mensal, totalizando uma marca de 189,064 cópias em seu primeiro mês. No fim do ano, "Go! Go! Summer" ficou em #8 na parada de "Singles Mais Vendidos do Ano", da Billboard Japan.
Após o grupo se promover intensamente no Japão durante o primeiro semestre de 2011, surgiram rumores sobre corrupção na DSP Media. A empresa das garotas, aparentemente, não estaria pagando o salário do grupo corretamente e isso faria com que as garotas eventualmente abandonassem não somente a empresa, como também o grupo. Porém tudo conseguiu ser acertado e as garotas renovaram seus contratos até o início de 2014, garantindo com que futuramente passassem a receber o salário correto.
Em Agosto, o grupo confirmou estar se preparando para o seu retorno coreano e depois de 8 meses inativas na Coreia, voltariam com o seu terceiro álbum de estúdio. "Step" foi confirmada como single principal e título do novo álbum, que lançou sua pré-venda em uma edição especial a partir do dia 25 de Agosto. A prévia de seu videoclipe foi divulgada em 2 partes; sendo a 1ª no dia 29 de Agosto, e a 2ª no dia 1 de Setembro, lançando o videoclipe oficial no dia 5 de Setembro. No dia 6 de Setembro o álbum foi disponibilizado para ambas venda digital e venda física. A edição especial do álbum contém um booklet de 32 páginas, uma faixa bônus dedicada especialmente para os fãs, e segundo a DSP, as 100 primeiras pessoas a adquirirem a versão da pré-venda do álbum, seriam convocadas para o showcase especial do álbum, no dia 14 de Setembro. As promoções para "Step" foram iniciadas oficialmente no dia 15 de Setembro, através do programa musical M!Countdown, onde conseguiram conquistar o prêmio de canção número um. A canção também foi #1 no Music Bank, no dia seguinte, ganhando inclusive do boy group veterano Super Junior.
Depois de promover sucessivamente na Coreia, o grupo imediatamente anunciou o lançamento de um novo single japonês, "Winter Magic". O quinto single japonês do grupo foi lançado digitalmente no dia 12 de Outubro, e fisicamente no dia 19 de Outubro. Antes de seu lançamento oficial, a canção alcançou o topo da parada do site móvel japonês, Recochoku, na sessão de downloads para toques de celular. Vendeu em seu primeiro dia, mais de 78,148 cópias, garantindo a 2ª posição das paradas musicais para o grupo. Durante a divulgação do single, a DSP Media anunciou a data de lançamento do segundo álbum japonês do grupo, intitulado "Supergirl", previsto para ser lançado no dia 23 de Novembro. O álbum foi lançado em mídia digital no dia 16 de Novembro, vendendo mais de 360.000 cópias em sua pré-venda. O álbum fez com que o grupo alcançasse pela primeira vez a 1ª posição na sessão diária de Álbuns na Oricon, ultrapassando a marca de 73,076 cópias vendidas. Ainda em sua primeira semana de lançamento, o álbum adquiriu seu disco de platina após vender mais de 259,602 cópias até o 6º dia após seu lançamento, fazendo com que o álbum também ficasse em #1 na sessão semanal de Álbuns na Oricon.
Eventualmente, o grupo foi nomeado como o "Grupo Feminino Estrangeiro Mais Vendido" no Japão em 2011, pela Oricon, superando as vendas do conhecido girl group sul-coreano Girls' Generation, que lançava seu primeiro álbum de estúdio japonês no mesmo ano, vendendo a marca de 232,000 cópias em sua semana de estreia.
Após passar o ano estabelecendo a sua popularidade no Japão, e mantendo a mesma na Coreia, o grupo anunciou a sua primeira série de concertos desde sua estreia; KARASIA, prevista para começar em Fevereiro do ano seguinte, no Estádio Olímpico de Seul, na Coreia, e passar pelo Japão a partir de Abril.

### 2012: KARASIA 2012,Pandora,Solo CollectioneGirls Forever

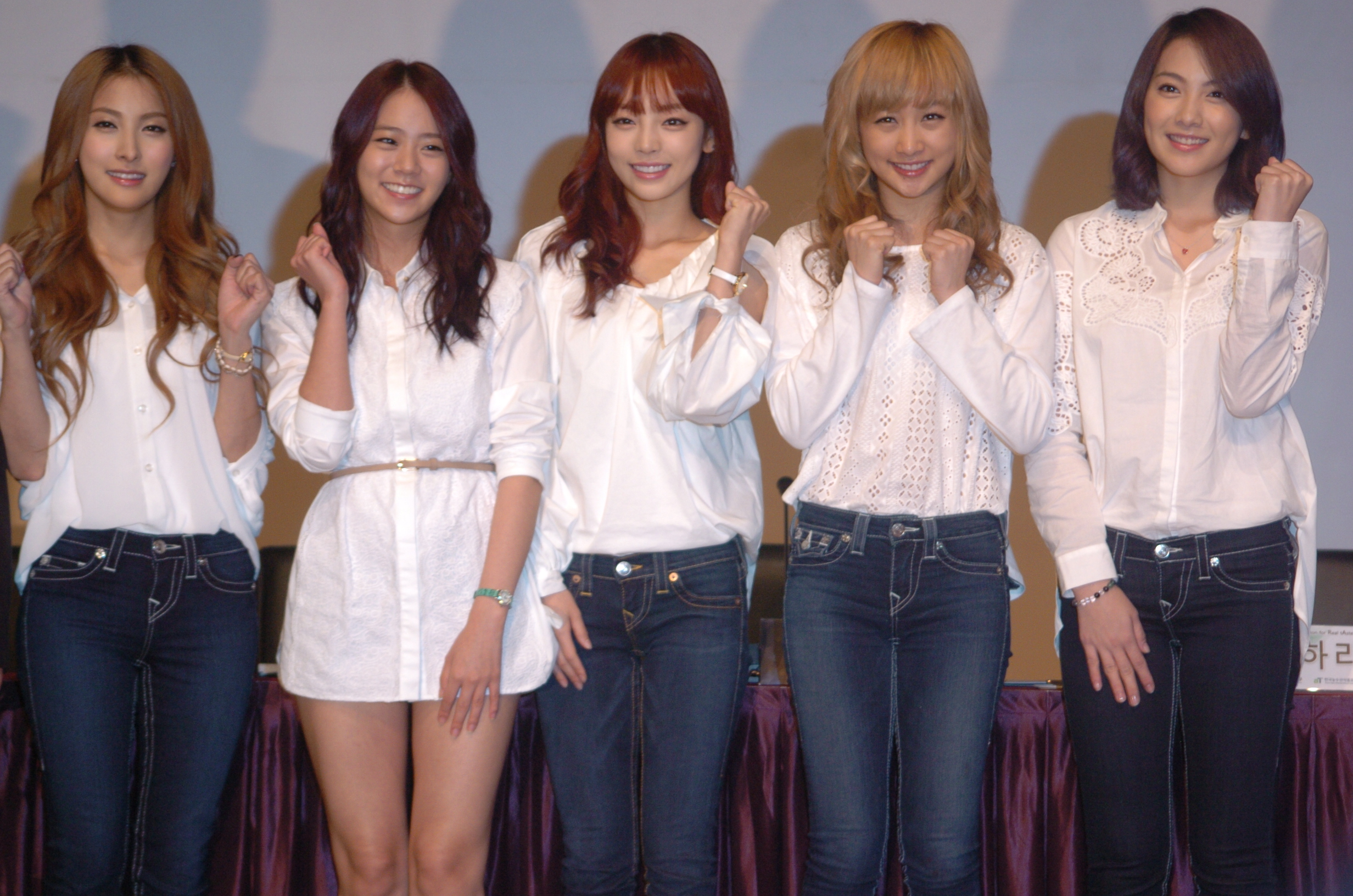
Kara em 2012

No dia 18 de Fevereiro, o grupo deu início a sua primeira turnê desde a sua estréia, KARASIA Tour; no Estádio Olímpico de Seul, na Coreia, que também teve seu 2º concerto no dia seguinte, e estava prevista para passar no Japão em Abril.
Antes de dar início à 2ª parte de sua turnê, o grupo anunciou o lançamento de "Speed Up/Girls Power", o sexto single japonês da carreira do grupo, dividido em duas faixas: "Speed Up" e "Girls Power", lançado no dia 21 de Março.
Durante os preparativos para a divulgação do novo single e também a 2ª parte da turnê, a integrante Nicole acabou sofrendo uma lesão na perna, sendo obrigada a promover a nova canção com a perna engessada. Algumas semanas antes da turnê japonesa começar, o grupo se apresentou no MBC Korean Music Festival em Bangkok, na Tailândia, onde a integrante ainda teve sua aparição afetada, porém conseguiu se recuperar dias antes da turnê.
Em 14 de Abril, o grupo deu início a sua primeira japonesa, a KARASIA Tour, na cidade de Yokohama, trazendo mais de 150.000 fãs em cada local da turnê. Na turnê, as integrantes apresentaram suas canções solos originais, que foram disponibilizadas em versão estúdio mais tarde no mesmo ano, no álbum KARA Solo Collection, em ambas versões coreana e japonesa. A turnê foi encerrada no dia 27 de Maio, em Saitama.
Após realizarem a sua primeira turnê com sucesso, o grupo confirmou estar se preparando para mais um retorno coreano no 2º semestre. No dia 7 de Agosto, foi revelado que o grupo estaria lançando o seu 5º mini álbum, intitulado Pandora, apresentando um conceito mais maduro e feminino ao mesmo tempo, alegando que seu título foi inspirado na mitologia grega. No dia 22 de Agosto um showcase do mini álbum foi realizado, no Hotel Walkerhill de Seul. Para ampliar a divulgação do mini álbum, a DSP Media enviou um caminhão completamente coberto com o encarte do álbum para várias ruas de Seul, incluindo Gangnam, Hongdae, Itaewon, entre muitas outras conhecidas vias. Pandora foi lançado no dia 22 de Agosto, seu videoclipe no dia anterior, no canal oficial do grupo no YouTube.
As atividades promocionais para Pandora tiveram o seu início em 25 de Agosto, no programa Music Core, da MBC. No dia 7 de Setembro, a canção ganhou seu primeiro prêmio #1, através do programa Music Bank.
Durante as promoções de Pandora, a DSP Media anunciou o lançamento de um novo single japonês, "Electric Boy", sendo o segundo single oficial a ser lançado para o terceiro álbum de estúdio em japonês do grupo, ainda sem data de lançamento divulgada. "Electric Boy" foi lançada no dia 17 de Outubro, sendo mais um sucesso do grupo em sua data de estréia, vendendo a marca de 28,604 cópias e alcançando a posição #1 na sessão diária de Singles da Oricon, e a 2ª posição na sessão semanal, ultrapassando 57,942 cópias em sua primeira semana. Mais tarde, "Electric Boy" foi incluída na terceira edição japonesa do game Just Dance Wii.
Alguns dias antes do lançamento de "Electric Boy", a DSP Media divulgou no website oficial do grupo sobre a data de lançamento de Girls Forever, terceiro álbum em japonês do grupo, e seus detalhes como produtores e preços. O álbum foi lançado em 3 edições diferentes, sendo: edição CD+DVD (incluindo os videoclipes dos singles lançados "Speed Up", "Girls Power" e "Electric Boy"), edição CD+Photobook Especial e a edição Regular. Todas as edições do álbum foram lançadas com capas diferentes, e em suas edições especiais incluíam faixas bônus, sendo: versões 2012 das canções "Jet Coaster Love", "Go! Go! Summer" e "Winter Magic", e versões remasterizadas de "Mister" e "Jumping". O álbum foi lançado no dia 14 de Novembro, vendendo 28,724 cópias em seu primeiro dia, garantindo a posição #2 na parada diária de Álbuns da Oricon, e a 1ª posição em seu terceiro dia, após vender apenas 7,206 cópias.
No fim do ano, a DSP Media também anunciou que o grupo estaria realizando o seu primeiro concerto no Tokyo Dome, no dia 6 de Janeiro de 2013, fazendo com que o grupo fosse o "Primeiro Artista Feminino Coreano" a se apresentar na maior casa de concertos do Japão.

### 2013: Concerto no Tokyo Dome,Fantastic Girls,Full Bloome KARASIA 2013

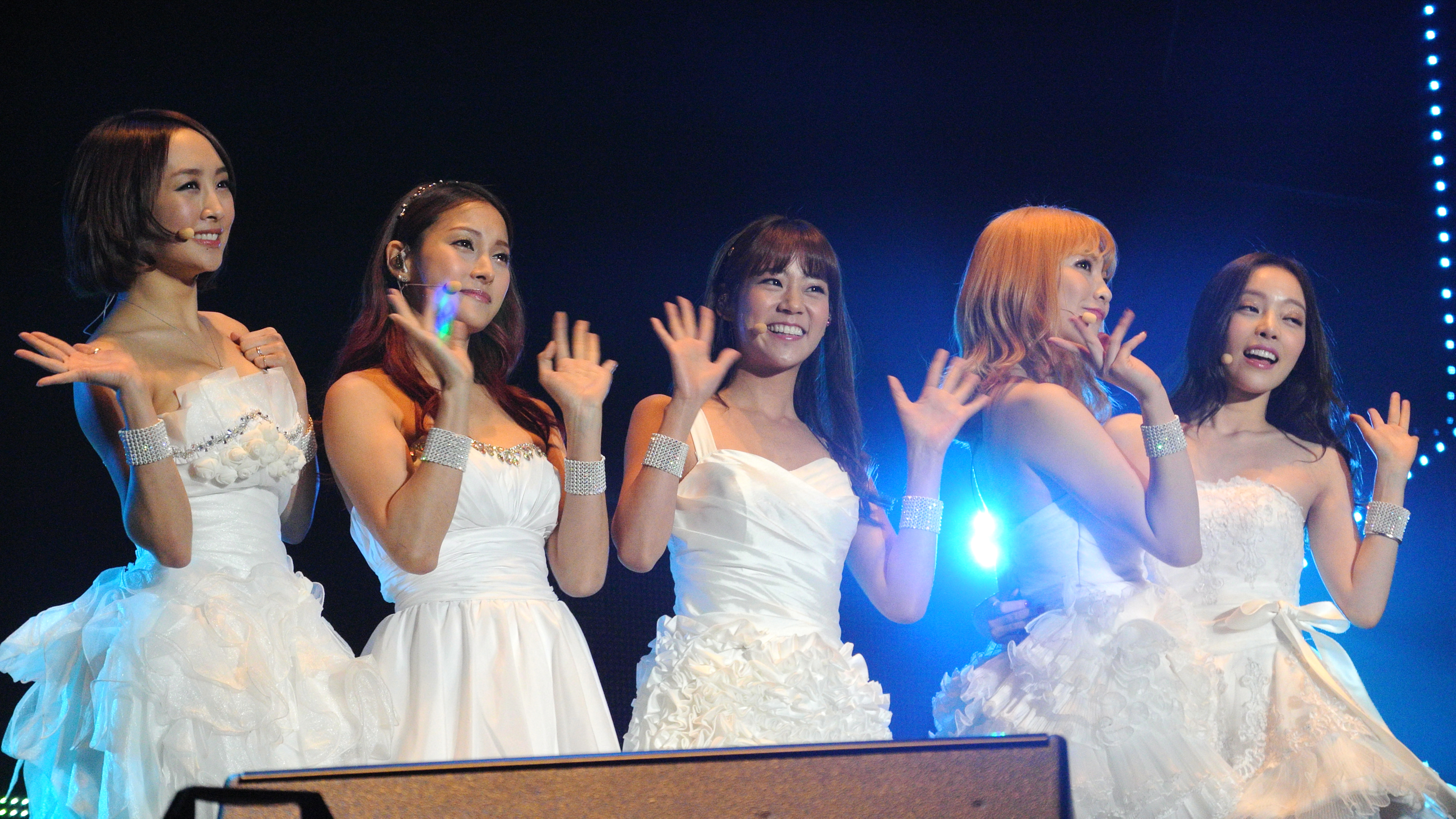
Kara em 2013

Em 6 de Janeiro, o grupo se tornou o primeiro ato feminino coreano a se apresentar em Tokyo Dome, no Japão. O concerto convocou mais de 45,000 fãs, tendo seus ingressos esgotados em apenas 5 minutos. Durante o concerto, as garotas apresentaram um total de 25 canções, incluindo apresentações solo. A realização do concerto no local registrou o maior marco do grupo no Japão em toda a sua história.
Em 27 de Março, o primeiro single do 4º álbum de estúdio em japonês do grupo foi lançado, "Bye Bye Happy Days!". O single alcançou o topo da parada diária de Singles da Oricon, vendendo a marca de 25,552 cópias em sua estreia. Também estreou em #2 na parada da Billboard Hot 100 Japan e na Billboard Japan Hot Singles Sales Chart. O single permaneceu por 7 semanas nas paradas e vendeu um total de 78,000 no Japão.
Em 23 de junho, KARA realizou seu segundo fanmeeting japonês chamado 'Kamilia School' na Yokohama Arena no dia 23 com o total de 24.000 fãs participantes. Kara se transformou em professoras e dividiram o fanmeeting em três sessões educacionais com foco em música, arte e linguagem.
Mais tarde, o segundo single do novo álbum japonês, "Thank You Summer Love", foi lançado em 24 de Julho. O single também permaneceu em #2 na parada da Oricon, e passou a ser o single japonês mais vendido do grupo em sua data de estreia, superando a marca de 48,479 cópias. O single também foi a primeira canção do grupo a estrear em #1 na Billboard Hot 100 Japan.
Durante o verão, as filmagens do primeiro web-drama do grupo, Secret Love, foram iniciadas, previsto para ser lançado no mesmo verão, seu lançamento foi adiado devido à saída das integrantes Nicole e Jiyoung, que ainda estavam incluídas na agenda cheia do grupo. A canção-tema do web-drama, "Runaway", teve seu videoclipe oficial divulgado no dia 20 de Agosto, através do website da Mnet, e também foi confirmada como canção promocional do 4º álbum de estúdio do grupo, com seu lançamento marcado para a semana seguinte.
Em 28 de Agosto, o grupo lançou digitalmente o seu 4º álbum de estúdio em japonês, Fantastic Girls, liberando suas cópias físicas ainda na mesma semana. O álbum contém uma edição especial CD+DVD, na qual seu DVD possui o fan-meeting Kamilia School, realizado no dia 23 de Junho.
Em 22 de agosto, um photoshoot foi postado na página do Facebook do grupo intitulado 'Princesses' mostrando cada membro em vestidos femininos brancos e desvelando o título do álbum Full Bloom. No dia seguinte, outro photoshoot foi postado intitulado 'Queens', onde os membros podem ser vistos usando tiaras, desvelando o nome em inglês da faixa promocional "Damaged Lady". The following day, another photo album was uploaded titled 'Queens' where the members can be seen wearing tiaras and unveiling the English name of the promotional track as "Damaged Lady". A DSP Media anunciou o lançamento do quarto álbum coreano do grupo, Full Bloom, para o dia 3 de Setembro. O teaser do videoclipe de "Damaged Lady", single principal do novo álbum, foi divulgado nos dias 25 e 27 de Agosto, tendo seu lançamento no dia 1 de Setembro. No dia 25 de Setembro, o grupo ganhou seu primeiro e único prêmio de canção número um por "Damaged Lady" (숙녀가 못 돼), no programa Show Champion, da MBC. Full Bloom foi o último lançamento do grupo como um quinteto, porém a breve saída das integrantes Nicole e Jiyoung ainda não havia sido confirmada.
Em 8 de Outubro, o grupo deu início a sua segunda turnê japonesa, KARASIA 2013, em Yokohama. A turnê foi encerrada na cidade de Kobe, em 24 de Novembro, onde o grupo realizou o seu último concerto como um quinteto.
Em 19 de outubro, o grupo recebeu o prêmio de "Best Female Group Award" no Korean Entertainment 10th Anniversary Awards (Prêmio de Melhor Grupo Feminino da Indústria de Entretenimento Coreana). Elas foram nomeadas ao lado de f(x), Sistar, 2NE1 e Girls Generation.

### 2014–2016/2019: Segunda mudança na formação,Day & Night,In Love,fim do grupo e Morte de Goo Hara
Em 13 de janeiro de 2014, foi anunciado que Nicole sairia do grupo devido à expiração de seu contrato com a DSP Media.  Em seguida, em 15 de janeiro, foi anunciado que a integrante mais jovem do KARA, Jiyoung, também deixaria o grupo depois de seu contrato ter expirado em abril de 2014. O grupo se reorganizou como um trio com Gyuri, Seungyeon, e Hara.
Em maio de 2014, DSP Media lançou um reality show de TV chamado Kara Project, que gira em torno de sete trainees que vão competir para se tornarem futuros membros do grupo. Em 1º de julho, os resultados da votação ao vivo iniciado em 6:45 (KST) proclamou que Heo Youngji foi o vencedor com uma pontuação total de 49.591 votos.
O dorama do grupo, intitulado Secret Love, foi exibido pela primeira vez em 13 de junho, 2014, no DRAMAcube e continuou por seis semanas. O drama gira em torno das histórias de amor de cada membro do grupo, incluindo Nicole e JiYoung.
O grupo lançou seu mini álbum, Day & Night, na Coréia do Sul em 18 de agosto antes de ir para sua terceira turnê japonesa em 24 de outubro. O grupo fez o seu retorno com a faixa intitulada "Mamma Mia", que foi produzido por Duble Sidekick. O vídeoclipe da música foi filmado na província de Gyonggi em 9 de julho. "Mamma Mia" também foi lançado como seu 11º single japonês e o primeiro single com Youngji depois da saída de Nicole e Jiyoung. "So Good" foi anunciado mais tarde como o lado B do single.
Em 15 de março de 2015, o grupo lançou um triplo single lado a japonês, "Summer-gic/Sunshine Miracle/Sunny Days". Ele ficou no topo do Oricon Daily Singles Chart vendendo mais de 28.000 cópias. Posteriormente, foi classificada como número dois no Oricon Singles Chart semanais com vendas de 52.496 cópias, atrás de "Timeless" da banda V6.
O grupo lançou seu sétimo mini álbum, In Love, em 26 de maio de 2015. Seu primeiro single, "Cupid", foi revelado no KBS' Dream Concert em 23 de maio de 2015 antes de seu lançamento oficial.
Em 17 de Julho de 2015, foi anunciado que KARA iria embarcar em sua quarta turnê japonesa que começaria em setembro.
Em 15 de janeiro de 2016, DSP Media anunciou que o contrato de Gyuri, Seungyeon e Hara haviam expirado e elas decidiram não renová-los. A empresa também anunciou que Youngji permaneceria com eles por enquanto pois seu contrato não havia expirado, e que ela continuaria sua carreira musical como uma artista solo. A empresa está planejando ajudar Youngji a ter sucesso e se desenvolver para o futuro.
Em 24 de novembro de 2019, Goo Hara foi encontrada morta em seu apartamento em Seul, capital da Coreia do Sul, por sua gorvenanta por volta das 18:00 horas. A polícia local confirmou a causa da morte como suicídio. Um bilhete escrito à mão foi achado na mesa da sala de estar, mas o conteúdo não foi divulgado. Goo Hara havia tentado suicídio em maio de 2019, mas sendo regatada a tempo por seu empresário.

## Ex-Integrantes
- Gyuri (hangul: 규리), nascida Park Gyu-ri (hangul: 박규리) em 28 de maio de 1988 (36 anos) em Seul, Coreia do Sul.
- Seungyeon (hangul: 승연), nascida Han Seung-yeon (hangul: 한승연) em 24 de julho de 1988 (36 anos) em Seul, Coreia do Sul.
- Sunghee (hangul: 성희), nascida Kim Sung-hee (hangul: 김성희) em 27 de abril de 1989 (35 anos) em Seul, Coreia do Sul.
- Hara (hangul: 하라), nascida Goo Ha-ra (hangul: 구하라) em 13 de janeiro de 1991 em Gwangju, Coreia do Sul. Faleceu em 24 de Novembro de 2019 aos 28 anos.
- Nicole (hangul: 니콜), nascida Nicole Jung (hangul: 니콜정) em 7 de outubro de 1991 (33 anos) em Los Angeles, Califórnia, Estados Unidos. Seu nome coreano é Jung Yong-joo (hangul: 정용주).
- Jiyoung (hangul: 지영), nascida Kang Ji-young (hangul: 강지영) 18 de janeiro de 1994 (31 anos) em Paju, Gyeonggi, Coreia do Sul.
- Youngji (hangul: 영지), nascida Heo Young-ji (hangul: 허영지) em 30 de agosto de 1994 (30 anos) em Goyang, Gyeonggi, Coreia do Sul.

## Discografia
| - 2007: The First Blooming - 2009: Revolution - 2011: Step - 2013: Full Bloom - 2008: Rock U - 2008: Pretty Girl - 2009: Honey - 2010: Lupin - 2010: Jumping - 2012: Pandora - 2014: Day & Night - 2015: In Love | - 2010: Girl's Talk - 2011: Super Girl - 2012: Girls Forever - 2013: Fantastic Girls - 2015: Girl's Story |

## Prêmios e indicações
2007
- The First Blooming (Álbum)Rookie do Mês - Maio de 2007 (Ministry of Culture and Tourism Award)
- If U Wanna Rookie do Mês - Agosto 2007 (Cyworld Digital Award July '07)'

2009
- 5 de março de 2009 - # 1 "Honey" - Mnet M! Countdown'
- 8 de março de 2009 - # 1 "Honey" - SBS Inkigayo (Prêmio Mutizen)'
- 12 de março de 2009 - # 1 "Honey" - Mnet M! Countdown'
- 26 de março de 2009 - # 1 "Honey" - Mnet M! Countdown (Tríplice Coroa)'
- 30 de agosto de 2009 - # 1 "Wanna" - SBS Inkigayo (Prêmio Mutizen)'
- 21 de novembro de 2009 - Prêmio de Melhor Dança (Music Awards Mnet Asian)'
- Top Ten Prêmio Melon

2010
- 3 de janeiro de 2010 - Prêmio de Melhor Artista Feminino (16th Korean Entertainment Arts Award)'
- 3 de fevereiro 2010 - Seoul Music Awards: Prêmio Bonsang'
- 4 de março de 2010 # 1 "Lupin" - Mnet M! Countdown'
- 11 de março de 2010 # 1 "Lupin" - Mnet M! Countdown'
- 12 de março de 2010 # 1 "Lupin" - KBS Music Bank'
- 14 de março de 2010 # 1 "Lupin" - SBS Inkigayo (Prêmio Mutizen)'
- 19 de março de 2010 # 1 "Lupin" - KBS Music Bank'
- 26 de março de 2010 # 1 "Lupin" - KBS Music Bank'
- 16th Korean Entertainment Arts Awards: Melhor Artista Feminino
- 19th Seoul Music Awards : Bonsang Award
- 52nd Japan Record Awards: Melhor Projeto
- Asia Music Award: Melhor Grupo Feminino Asiático
- Japan Music: Melhor Artista Rockie
- Japan Music: Golden Award
- MTV Asia: Música do Ano
- MTV Asia: Álbum do Ano
- American Award: Artista do Ano
- MTV Asia: Música do Mês
- China Record : Melhor Projeto
- China Award: Melhor Cantor Feminino
- Taiwan Record: Melhor Projeto
- Japan Award: Platinum Award
- America record: Melhor Projeto
- KBS Entertainment Award: Show/Variety Runner-Up
- KBS Entertainment Award: Melhor Performance
- KBS Entertainment Award: Melhor Programa
- Japanese Record Association : Disco de Ouro para Foreign Music - Girl`s Talk
- Japanese Record Association : Disco de Ouro para Foreign Music - KARA BEST
- 10 de dezembro de 2010 # 1 "Jumping" - KBS Music Bank'
- 12 de dezembro de 2010 # 1 "Jumping" - SBS Inkigayo'
- 25 de dezembro, "2010 KBS 2010 da Entertainment Awards - Show / categoria "Variedade" (Goo Hara)'

2011
- 25th Japan Gold Disc Award - Novo Artista do Ano - International
- 25th Japan Gold Disc Award - O Terceiro Melhor Artista Internacional
- Korean Ministry of Culture and Tourism: Content Industry Award (Special Honor)
- Hallyu Award: Honorary Award"
- Recording Industry Association of Japan: Platinum Award
- TOKIO HOT 100 AWARD: Melhor Novo Atista
- 2nd Korea International Award: Artista Intercional do Ano
- 2nd Korea International Award: Top 5 Artista Internacional
- 2nd Korea International Award: Melhor Artista Jpop
- 2nd Korea International Award: Top 5 Jpop
- 2nd Korea International Award: Melhor Música Kpop
- 2nd Korea International Award: Top 5 Música Kpop
- 2nd Korea International Award: Melhor Grupo Feminino
- 2nd Korea International Award: Top 5 Grupo Feminino
- 2nd Korea International Award: Mais Popular
- 46th Annual Academy of Country Music Awards. : Entretenimento do Ano
- 46th Annual Academy of Country Music Awards. TOP Vocalista Feminino do Ano
- 46th Annual Academy of Country Music Awards :TOP Vacalista Grupo do Ano
- 46th Annual Academy of Country Music Awards. : Álbum do Ano
- 46th Annual Academy of Country Music Awards. Música do Ano
- 46th Annual Academy of Country Music Awards. Vídeo do Ano
- 46th Annual Academy of Country Music Awards. : Melhor Artista Favorito do Ano
- 46th Annual Academy of Country Music Awards Artist of the years
- Oricon’s Composite DVD Chart ; the first foreign female artist to top - Best clips
- World Music Awards : Best Selling Asian Artist' award
- World Music Awards : Best Female Group Asian Award
- MTV Asia Music Award: Featured Artists
- MTV Asia Music Award: JK Hits Artists
- MTV Asia Music Award: Álbum do Ano - Jet Coaster Love
- 5th Mnet 20's Choice Awards : Hot Korean Wave Star
- 5th Mnet 20's Choice Awards : Hot campus girl - Goo Hara
- Japanese Record Association : foreign female artists
- Japanese Record Association : Álbum Platina Triplo para Musica - Go Go summer
- 15 de setembro de 2011 # 1 "STEP" - Mnet M! Countdown'
- 16 de setembro de 2011 # 1 "STEP" - KBS Music Bank'
- 22 de setembro de 2011 # 1 "STEP" - Mnet M! Countdown'
- 23 de setembro de 2011 # 1 "STEP" - KBS Music Bank'
- 25 de setembro de 2011 # 1 "STEP" - SBS Inkigayo'
- Japanese Record Association : Álbum de Ouro para Musica - Winter Magic
- Japan Fashion Association : 2011 Best Dressed’ International
- Japanese Record Association : Melhor Artista
- Japanese Record Association : Álbum Platina Triplo -Super Girl'
- Japanese Record Association : Álbum Platina para Musica - Jet Coaster Love
- Japanese Record Association : Álbum Platina Duplo para - Girl Talk
- Japanese Record Association : Álbum Platina para - KARA BEST 2007-2010
- SBS Drama Awards: Newcomer Award "City Hunter" (Goo Hara)
- Asian Pop Melo Awards : Best Crossover Artist or Group Into Japan
- Recochoku Award (July): "Go Go Summer"
- K-pop Lovers! Award 2011 : Artista do Ano
- K-pop Lovers! Awards 2011: Álbum do Ano (Super Girl)
- 53rd Japan Record Awards: Excellence Award for "Go Go Summer"
- 26th Golden Disk Awards: Disk Bonsang
- 26th Golden Disk Awards: Best Hallyu Star Award

2012
- 7th Asia Model Awards Ceremony : Asia Star Award
- 21th Seoul Music Awards : Hallyu Special Award
- 21th Seoul Music Awards : Bonsang Award
- 2nd Melhor Aplicativo em Concurso de 2011 Korea Mobile Awards : Korea Communications Commission Award (Grand Prize)

## Premiações japonesas
2010
MISTER
- Primeiro grupo feminino ESTRANGEIRO (em 29 anos e 8 meses) a entrar no diário e semanal do Oricon Chart Top 10 com o álbum de estreia / single (Rank 5, Agosto 2010)
- Recebido "Disco de Ouro" (100.000 unidades vendidas) a certificação da RIAJ (digital e as vendas físicas) (Setembro 2010)
- Primeiro grupo feminino coreano a receber "Platinum" (vendido 250 mil) em Downloads certificada por RIAJ (Novembro 2010)
- Primeiro grupo feminino coreano a receber "Double Platinum" (vendeu 500 mil) em Downloads certificada por RIAJ (Dezembro 2010)
- "Melhor artista rookie" por Oricon em 2010
- Primeiro grupo feminino coreano a receber "de Platina Triplo" (vendeu 750 mil) em Downloads cetrtified por RIAJ (Abril 2011)
- Recorde atual (+ 900 mil Downloads) ainda não batido

JUMPING
- Recebeu a certificação "Gold" da RIAJ (vendas digitais e físicas) (Dezembro 2010)
- Recebido "Double Platinum" de downloads ringtone RIAJ - platina duplo (500 mil +) (Março 2011)
- Recebido downloads RIAJ full-length celular - certificado de platina (250 mil +)
- Recebido RIAJ PC downloads - certificado de platina (250 mil +)
- N° de Downloads (+ 700 mil)

GIRLS TALK
- Primeiro álbum de um grupo de garotas asiáticas não-japonesas (em 6 anos e 9 meses) para vender mais de 100.000 cópias em sua primeira semana (Novembro 2010)
- Recebeu a certificação "Gold" para as vendas físicas de RIAJ (Novembro 2010)
- Primeiro grupo feminino coreano a receber "Platinum" (vendido 250 mil) para um álbum (Janeiro 2011)
- Primeiro grupo estrangeiro Feminino vender 300.000 cópias de um álbum desde Destinys Child (Fevereiro 2011)
- Girls' Talk, # 1 álbum no Oricon diário em # 1 lugar durante 12 semanas consecutivas após seu lançamento (Fevereiro 2011)
- Atualmente vendeu +- 500 mil cópias

KARA BEST
- Primeiro grupo feminino coreano a entrar no Top 10 da parada de álbuns ORICON Weekly (Novembro 2010)
- Primeiro grupo coreano desde os anos 90 a lançar um álbum todo-coreano que é capaz quebrar a barreira de 100k cópias no Japão (novembro de 2010)
- Atualmente vendeu +- 300 mil cópias

KARA BEST CLIPS
- Primeiro artista estrangeiro do sexo feminino para obter # 1 na tabela de classificação composto DVD desde o seu início em 1999 (fevereiro 2011)
- Recebido status Gold de RIAJ (Fevereiro 2011)
- Os Mais quantidade vendida para uma "coleção de vídeos de música" para um artista feminino, não incluindo DVDs performance ao vivo em sua primeira semana (Fevereiro de 2011)
- Primeiro artista nunca ESTRANGEIRO ser # 1 por duas semanas consecutivas na Oricon Chart composto DVD Ranking desde a implementação gráficos em 1999. (Fevereiro 2011)
- Somente seis artistas estrangeiros fizeram-no # 1 no Ranking Oricon Weekly DVD Composite: KARA, The Beatles, Led Zeppelin, Tohoshinki (TVXQ), Junsu / Jejung / Yuchun (JYJ) e Michael Jackson
- Atualmente vendeu +- 300 mil cópias

JET COASTER LOVE
- Primeiro Grupo Feminino Exteriores para classificar # 1 em sua primeira semana de lançamento desde a criação do Ranking Oricon *Único grupo estrangeiro que bateu um recorde de 43 anos e 4 meses. (Abril 2011)
- Primeiro Grupo Feminino Exteriores em 30 anos para classificar # 1 no Oricon todos juntos (Abril 2011)
- Primeiro grupo da meninas coreanas para o topo da Oricon Chart Weekly Único (Abril 2011)
- Recebido certificação "Gold" da RIAJ (Abril 2011)
- N° de Downloads (+- 500 mil)

GO GO SUMMER!
- Primeiro grupo feminino coreano a vender mais de 100k cópias de um single na primeira semana por suas vezes consecutivas.
- Recebido certificação "Gold" da RIAJ
- Atualmente vendeu + 230 mil cópias

STEP
- Recorde para um grupo feminino em se classificar em #1 lugar durante duas semanas consecutivas com uma lançamento coreano numa rádio japonesa.
- Primeiro grupo coreano a vender mais de 100k cópias de um álbum completo.
- Atualmente vendeu + 200 mil cópias.

WINTER MAGIC
- Recebido certificação "Gold" da RIAJ
- Atualmente vendeu + 140 mil cópias.

SUPER GIRL
- Primeiro grupo coreano a vender mais de 275k cópias na primeira semana batendo um recorde de 40 anos.
- Primeiro grupo coreano a entrar no [Global Album Chart] em 5° posição.
- Primeiro grupo coreano a conseguir mais de 360k em pré-venda no Japão.
- Primeiro grupo coreano a vender mais de 2 milhões de cópias em 1 ano e 4 meses.
- Recebido certificação "Platinum" da RIAJ
- Recebido certificação "Double Platinum " da RIAJ
- Atualmente vendeu 630 mil cópias.

}}

## Reality shows
- Mnet. Self Camera
- Zoo Club
- Idol Show
- MetaFriends
- Kara Bakery
- Nicole The Entertainer's Introduction to Veterinary Science (Nicole Goes To College)
- Kara in Tokyo